# Vodule
Vodule (Hydracarina, Hydrachnidia, Hydrachnellae) jsou nejpočetnější skupinou vodních roztočů. Jsou poměrně nápadné, některé druhy jsou přes 2 mm velké, vodule jsou také často pestře zbarvené. Zatím bylo popsáno asi 5000 druhů vodulí.
Jsou převážně sladkovodní, obývají stojaté vody – mokřady, rybníky, jezera a pomalu tekoucí úseky řek, některé druhy se adaptovaly k životu v termálních pramenech a podzemních či ledovcových řekách. Pár druhů žije ve slané vodě, v mořích i slaných jezerech. Většinou žijí na dně a na vodních rostlinách, ale na rozdíl od ostatních vodních roztočů mohou i plavat.
Vodule mají složitý vývojový cyklus – samička klade vajíčka většinou na kameny či vegetaci, vylíhlé parazitické larvy vyplavou na hladinu a na povrchu vody hledají hostitele, hmyz. Po přísátí se larva živí hemolymfou a natrávenou tkání hostitele, a to po několik dní až několik měsíců, podle konkrétního druhu vodule. Nasáté larvy odpadávají z hostitelů zpět do vody. Protože často sají na létajícím hmyzu, vodule mohou být zaneseny daleko od původního stanoviště.
U vývojově odvozenějších vodulí žijí i larvy pod hladinou, kde parazitují na larvách, jako jsou vážky a dvoukřídlí. Tyto larvy se nepřisávají trvale, ale své hostitele pravidelně navštěvují. Jen několik málo druhů neparazituje vůbec.
Dalším stadiem je dravá deuteronymfa, která aktivně loví vodní hmyz, korýše i jiné roztoče. Deuteronymfa se přemění na tritonymfu, která je rovněž dravá, stejně jako dospělec. Vodule jsou gonochoristé a u některých druhů je výrazný pohlavní dimorfismus.

## Systém
Vodule jsou členěné do 9 nadčeledí a více než 40 čeledí.
- Arrenuroidea
- Eylaoidea
- Hydrachnoidea
- Hygrobatoidea
- Hydrovolzioidea
- Hydryphantoidea
- Lebertioidea
- Sperchontoidea
- Stygothrombioidea